# Paulien van Deutekom
Paulien van Deutekom (Hága, 1981. február 4. – 2019. január 2.) világbajnok holland rövidpályás gyorskorcsolyázó.

## Sportpályafutása
2005 novemberében érte el első jelentős nemzetközi eredményét, amikor kiharcolta a világbajnokságon való részvétel jogát. A Calgaryban rendezett eseményen 1500 méteren 1: 55,43-as idejével új holland rekordot állított fel. Ezt a rekordot Ireen Wüst egy héttel később megdöntötte.
2005 decemberében a holland országos válogatóversenyen 1500 méteren a második helyen végzett és ezzel jogot szerzett a 2006-os téli olimpián való részvételre. Az olimpián csapatversenyben 6., 1500 méteren 13. helyen végzett.
2008 februárjában a Berlinben rendezett világbajnokságon aranyérmet szerzett összetettben. A márciusban rendezett gyorskorcsolyázó világbajnokságon 1500 és 3000 méteren ezüstérmes, a csapatversenyben aranyérmes lett. Márciusban az év korcsolyázójának járó Ard Schenk-díjat is átvehette hazájában.
2012-ben jelentette be visszavonulását. Ezt követően pedagógusnak tanult, szakértőként dolgozott a holland közszolgálati televíziónál. 2017-ben született lánya, Lynne.

## Legjobb időeredményei
| Táv     | Idő      | Dátum              | Helyszín   |
| ------- | -------- | ------------------ | ---------- |
| 500 m   | 39,40    | 2008. január 12.   | Kolomna    |
| 1000 m  | 1.15,70  | 2007. március 2.   | Calgary    |
| 1500 m  | 1.54,44  | 2007. november 17. | Calgary    |
| 3000 m  | 3.59,18  | 2007. március 4.   | Calgary    |
| 5000 m  | 7.02,40  | 2008. január 13.   | Kolomna    |
| 10000 m | 15.43,17 | 2001. március 23.  | Heerenveen |

Forrás: SpeedskatingResults.com

## Halála
2019. január 2-án tüdőrákban hunyt el, harminchét éves korában.